# Akcja Socjalistyczna

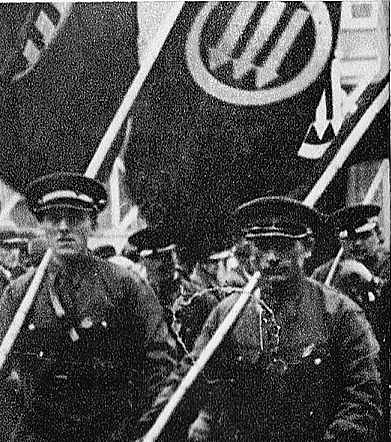
Akcja Socjalistyczna w Gdyni

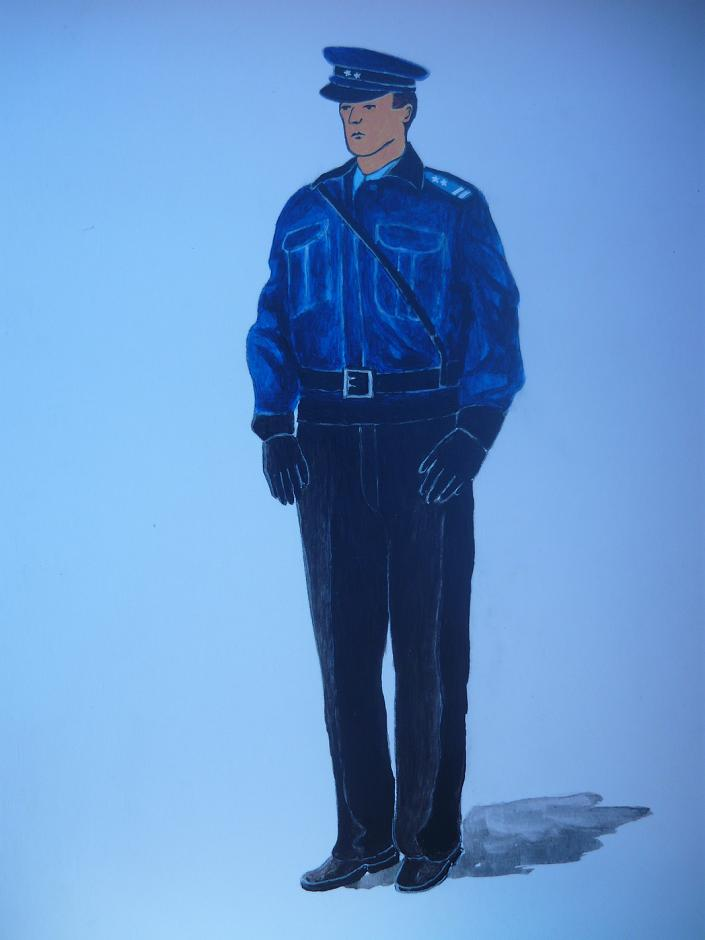
Ubiór członka AS

Akcja Socjalistyczna – milicja partyjna o charakterze paramilitarnym Polskiej Partii Socjalistycznej, działająca od 1934 do 1939 mająca na celu ochronę struktur i działaczy partyjnych. Oddziały AS szkolono również do walk w mieście, zapobiegania i przeprowadzania sabotaży oraz organizowania obrony dzielnic robotniczych.

## Historia
Akcję Socjalistyczną jako milicję robotniczą powołano w czerwcu 1934 na wzór austriackiej Republikanischer Schutzbund. Głównym organizatorem w Warszawie był Józef Dzięgielewski. Początkowo zadaniem AS była ochrona PPS przed bojówkami radykalnej prawicy, zwłaszcza Obozu Narodowo-Radykalnego, z którymi dochodziło do starć w Warszawie. W pierwszym okresie w Warszawie oddziały nosiły nazwę „Czerwony Front”. W skład Akcji Socjalistycznej wchodzili członkowie PPS lub organizacji z nią związanych, do 30 roku życia. Najchętniej przyjmowano członków PPS i Wydziałów Młodzieży PPS mających wyszkolenie wojskowe. W grudniu 1938 zaczęto werbować do AS członków klasowych związków zawodowych, z których ok. 2600 weszło w skład AS. Do lata 1939 przeszkolono na kursach w Warszawie i w Grzegorzewicach koło Warki 260 instruktorów AS.
Komendę Główną Akcji Socjalistycznej stanowili: Tomasz Arciszewski, Józef Dzięgielewski i Edmund Chodyński. Na czele oddziału stał instruktor i organizator powoływani na wniosek Komitetu Dzielnicowego lub Okręgowego Komitetu Robotniczego PPS. W AS obowiązywały rozkazy i dyscyplina typu wojskowego. Każdy ochotnik był zobowiązany do przestrzegania specjalnego regulaminu oraz złożenia przyrzeczenia, które brzmiało następująco:

Stojąc w szeregach AS, czołowym oddziale PPS przyrzekam wszystkie swe siły i czas poświęcić sprawie wyzwolenia klasy robotniczej. Pomny posłannictwa dziejowego PPS, wierny jej programowi i świadom bezpośredniej grozy sprzymierzonych na zgubę mas ludowych i socjalizmu - reakcji i faszyzmu - przyrzekam moją gotowość i stawiennictwo w każdej potrzebie Partii oraz pełne posłuszeństwo zarządzeniom Partii i kierownictwa AS. Wam zaś współtowarzysze w szeregu walczących oddziałów AS moje koleżeńskie przywiązanie i braterstwo

W marcu 1935 na terenie Warszawy funkcjonowało 400 członków AS, 50 instruktorów, i trzydziestoosobowy oddział kobiecy pod dowództwem Anieli Bełzówny. W czerwcu 1939 AS w Polsce liczyła 11 300 członków. Poza ewidencją było 400 kobiet i 300 członków sekcji sanitarnych.
28 listopada 1937 roku członkowie Akcji Socjalistycznej zaatakowali wiec RNR-Falanga, odbywający się w warszawskim Cyrku Staniewskich.
Od czerwca 1939 za zgodą Centralnego Komitetu Wykonawczego PPS, członkowie AS we współpracy z Oddziałem II Sztabu Generalnego Wojska Polskiego przygotowywali grupy dywersyjne na wypadek wojny. Utworzono bataliony „Okrzeja-Odra” (kierowany przez Aleksego Bienia) i „Baron-Berlin” (kierowany przez Edmunda Chodyńskiego). We wrześniu 1939 członkowie AS uczestniczyli w tworzeniu Robotniczej Brygady Obrony Warszawy, a następnie w konspiracji min. Gwardii Ludowej WRN i Milicji Robotniczej WRN.

## Symbolika i uzbrojenie
Jako organizacja paramilitarna Akcja Socjalistyczna posiadała własne umundurowanie składające się z drelichowej kurtki, koszuli i okrągłej czapki z daszkiem koloru granatowego (razem z materiałem miał symbolizować robotniczy charakter AS), do tego czerwonego krawatu, czarnych spodni oraz pasa z koalicyjką. Komplet umundurowania wynosił 25 złotych przez co w 1935, w Warszawie, zaledwie połowa członków AS była umundurowana. Naszywki na rękawie oznaczały funkcję w organizacji: jeden czerwony trójkąt – szeregowy, dwa – dowódca plutonu, trzy – komendant dzielnicy.
Akcja Socjalistyczna była formacją formalnie nieuzbrojoną, choć według niejawnych sprawozdań posiadała 753 pistolety i 214 karabinów. Swoje godło organizacja zapożyczyła od niemieckiego Frontu Żelaznego, tj. Trzy Strzały na czerwonym tle, do AS-owskiej symboliki zaliczany był także salut zaciśniętą pięścią i hymn skomponowany przez Zygmunta Szymańskiego.